# Budyonnovsk
Budyonnovsk (tiếng Nga: Будённовск) là một thành phố Nga. Thành phố này thuộc chủ thể Stavropol Krai. Thành phố có dân số 65.687 người (theo điều tra dân số năm 2002). Đây là thành phố lớn thứ 240 của Nga theo dân số năm 2002. Dân số qua các thời kỳ: